# La Bataille des vins
Cet article possède un paronyme, voir Bataille du vin.
La Bataille des vins, connue aussi sous le titre de Dit des vins de France, est la première tentative faite au Moyen Âge d'un classement des vins.

## Poème
Ce poème en 204 vers, composé peu après 1224 par Henri d'Andeli, constitue un inappréciable témoignage sur les vignobles connus (français et méditerranéen) du XIIIe siècle.

## Jugement
Il se déroule à la table du roi de France Philippe-Auguste, qui a envoyé partout ses messagers rassembler les meilleurs vins blancs, pour en établir la hiérarchie. Un prêtre anglais, revêtu de l’étole, et dont le français fortement anglicisé est supposé produire un effet comique, déguste les vins qui lui sont présentés, excommunie ou chasse à coups de bâton les mauvais vins. Ceux qui restent en lice ne tardent pas à se disputer la préséance et, dit le poète, ils en seraient venus aux mains si les vins avaient des mains.

### Vins appréciés
- Angoulême
- Argenteuil
- Auxerre
- Beaune
- Béziers
- Bordeaux
- Buzançais
- Carcassonne
- Chablis
- Châteauroux
- Chauvigny
- Chypre
- Clermont
- Crouy
- Deuil
- Épernay
- Hautvillers
- Issoudun
- Jargeau
- Laon
- Lassay
- La Rochelle
- Montmorillon
- Marly[Lequel ?]
- Montmorency
- Montrichard
- Moissac
- Montpellier
- Narbonne
- Nevers
- Orchaise
- Orléans
- Pierrefitte
- Poitiers
- Saint-Bris
- Saint-Pourçain
- Saint-Jean-d'Angély
- Saintes
- Saint-Émilion
- Saint-Yon
- Samois
- Sancerre
- Savigny[Lequel ?]
- Sézanne
- Soissons
- Taillebourg
- Tonnerre
- Trilbardou
- Vermenton
- Vézelay

### Vins exclus
- Argences
- Beauvais
- Châlons-sur-Marne
- Chambilly
- Étampes
- Le Mans
- Rennes